# Skidi

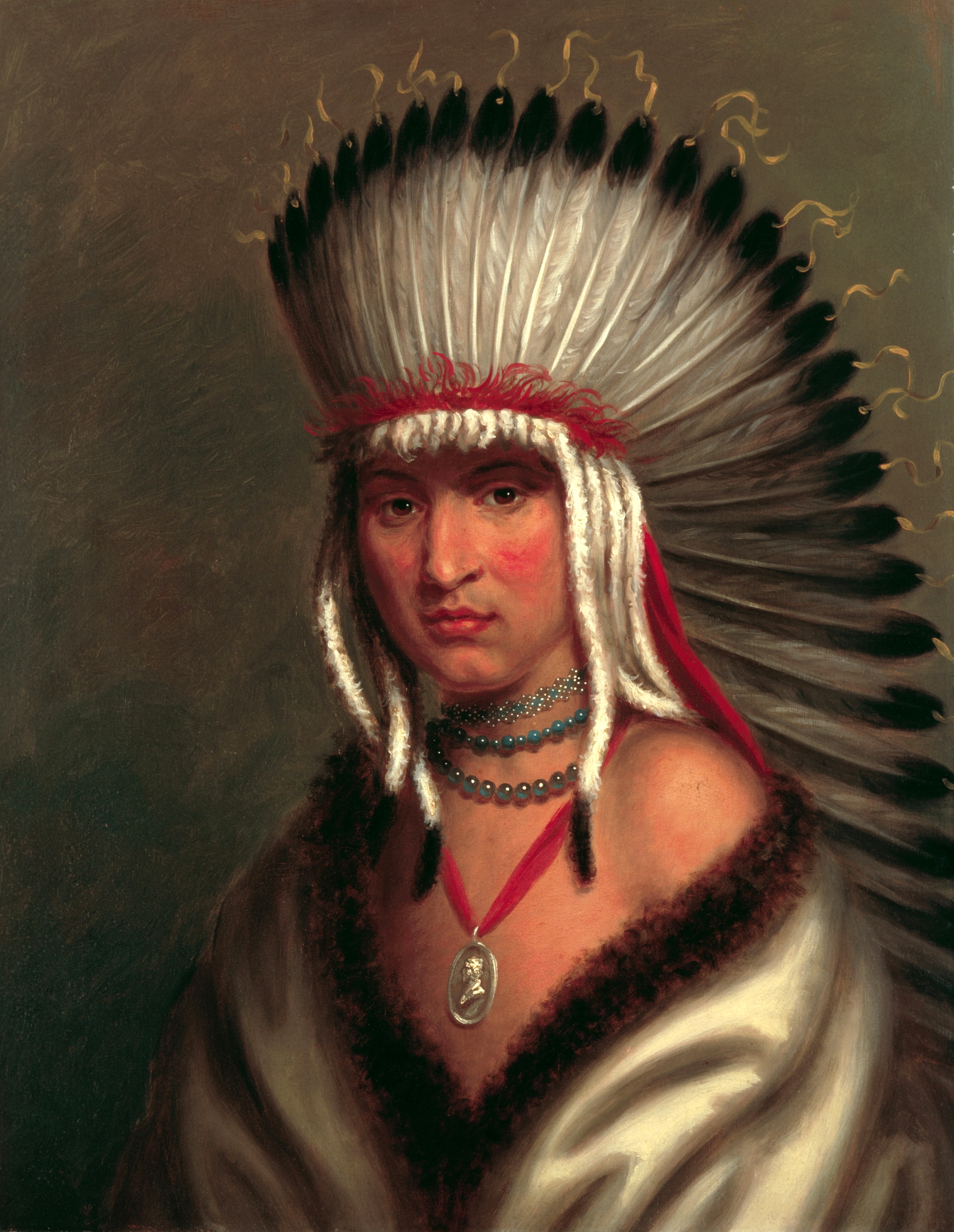
Retrat de Petalesharo (ca. 1797–ca. 1832), un pawnee skidi, per Charles Bird King, 1822

Els skidi o skiri, també coneguts com a Wolf Pawnee o French Loup Pawnee era una banda dels pawnee. Segons la tradició, en els primers temps els skidi es van associar amb els arikares abans que els arikara es van traslladar cap al nord. La llengua skidi era menys relacionada amb les altres llengües pawnee que les llengües de les altres tres tribus. En temps històrics els skidi primer van viure al riu Loup de Nebraska.
Les principals morades dels skidi eren al llarg del riu Platte i alguns exploradors antics es refereixen a aquesta via d'aigua com el riu Panimaha, ja que aquesta va ser abans que alguns skidi emigraren al sud i aquest nom va arribar a ser associat a un grup diferent.
Per la dècada de 1770 un grup de skidi havia trencat i es va moure cap a Texas, on es van aliar amb els taovaya, tonkawes, yojuanes i altres tribus de Texas. Aquest grup es coneix com els panimaha.
Actualment els skidi pawnee estan registrats en la Nació Pawnee d'Oklahoma.